# Arichanna sparsa
Arichanna sparsa är en fjärilsart som beskrevs av Butler 1890. Arichanna sparsa ingår i släktet Arichanna och familjen mätare. Inga underarter finns listade i Catalogue of Life.